# Selección de fútbol sub-22 de México
La selección de fútbol de México sub-22 es el equipo masculino representativo de la Federación Mexicana de Fútbol (la cual es miembro de la CONCACAF) en las competiciones oficiales de la categoría sub-22. Es la selección que representa al balompié nacional en los Juegos Panamericanos. Fue creada en 2011 de forma emergente por las condiciones impuestas por la Concacaf para participar en la Copa América Argentina 2011. Aunque al momento de participar en un torneo mayor, su categoría también lo fue. 
Por lo tanto, después de dicho torneo se convirtió en el representativo de la segunda fase del denominado ciclo olímpico (Centroamericanos-Panamericanos-Olímpicos), es decir, la sustituta de la Categoría sub-21 (participante de Juegos Centroamericanos), por lo que su parte en el mencionado ciclo serían los Juegos Panamericanos. En los hechos su debut oficial aconteció en los Juegos Panamericanos Guadalajara 2011.

## Evolución del uniforme

### Local
| 2007 | Guadalajara 2011 | 2015 | 2019 | 2019 |  |

### Visitante
| 2007 | Guadalajara 2011 | 2015 |

### Alternativo
| Guadalajara 2011 |

## Proveedores y patrocinadores
Selección Olímpica
| Logo | Proveedor | Período        |
| ---- | --------- | -------------- |
|      | Atlética  | 2000-2012      |
|      | Adidas    | 2014-2018      |
|      | Li-Ning   | 2019-Presesnte |

## Últimos partidos y próximos encuentros
| Fecha                   | Lugar             | Local     |                      | Partido           |                      | Visitante | Racha | Competición                         |
| ----------------------- | ----------------- | --------- | -------------------- | ----------------- | -------------------- | --------- | ----- | ----------------------------------- |
| 15 de junio de 2019     | Salon-de-Provence | Irlanda   | Bandera de Irlanda   | 0:0               | Bandera de México    | México    |       | Torneo Esperanzas de Toulon de 2019 |
| 29 de julio de 2019     | Lima              | México    | Bandera de México    | 0:0               | Bandera de Panamá    | Panamá    |       | Panamericanos 2019                  |
| 1 de agosto de 2019     | Lima              | Argentina | Bandera de Argentina | 1:2               | Bandera de México    | México    | Sí    | Panamericanos 2019                  |
| 4 de agosto de 2019     | Lima              | Ecuador   | Bandera de Ecuador   | 0:2               | Bandera de México    | México    | Sí    | Panamericanos 2019                  |
| 7 de julio de 2019      | Lima              | México    | Bandera de México    | 1:1 (2:4 penales) | Bandera de Honduras  | Honduras  |       | Panamericanos 2019                  |
| 10 de agosto de 2019    | Lima              | Uruguay   | Bandera de Uruguay   | 0:1               | Bandera de México    | México    | Sí    | Panamericanos 2019                  |
| 6 de septiembre de 2019 | Celaya            | México    | Bandera de México    | 0:0               | Bandera de Japón     | Japón     |       | Partido amistoso                    |
| 12 de octubre de 2019   | Cd. Juárez        | México    | Bandera de México    | 2:2               | Bandera de Argentina | Argentina |       | Partido amistoso                    |
| 15 de octubre de 2019   | Pachuca           | México    | Bandera de México    | 1:1               | Bandera de Argentina | Argentina |       | Partido amistoso                    |

## Estadísticas

### Juegos Panamericanos
| Edición               | Resultado                                                           | Posición                                                            | PJ                                                                  | PG                                                                  | PE                                                                  | PP                                                                  | GF                                                                  | GC                                                                  |
| --------------------- | ------------------------------------------------------------------- | ------------------------------------------------------------------- | ------------------------------------------------------------------- | ------------------------------------------------------------------- | ------------------------------------------------------------------- | ------------------------------------------------------------------- | ------------------------------------------------------------------- | ------------------------------------------------------------------- |
| Bueno Aires 1951      | De 1951 a 1987 los Juegos fueron disputados por selecciones amateur | De 1951 a 1987 los Juegos fueron disputados por selecciones amateur | De 1951 a 1987 los Juegos fueron disputados por selecciones amateur | De 1951 a 1987 los Juegos fueron disputados por selecciones amateur | De 1951 a 1987 los Juegos fueron disputados por selecciones amateur | De 1951 a 1987 los Juegos fueron disputados por selecciones amateur | De 1951 a 1987 los Juegos fueron disputados por selecciones amateur | De 1951 a 1987 los Juegos fueron disputados por selecciones amateur |
| Ciudad de México 1955 | De 1951 a 1987 los Juegos fueron disputados por selecciones amateur | De 1951 a 1987 los Juegos fueron disputados por selecciones amateur | De 1951 a 1987 los Juegos fueron disputados por selecciones amateur | De 1951 a 1987 los Juegos fueron disputados por selecciones amateur | De 1951 a 1987 los Juegos fueron disputados por selecciones amateur | De 1951 a 1987 los Juegos fueron disputados por selecciones amateur | De 1951 a 1987 los Juegos fueron disputados por selecciones amateur | De 1951 a 1987 los Juegos fueron disputados por selecciones amateur |
| Chicago 1959          | De 1951 a 1987 los Juegos fueron disputados por selecciones amateur | De 1951 a 1987 los Juegos fueron disputados por selecciones amateur | De 1951 a 1987 los Juegos fueron disputados por selecciones amateur | De 1951 a 1987 los Juegos fueron disputados por selecciones amateur | De 1951 a 1987 los Juegos fueron disputados por selecciones amateur | De 1951 a 1987 los Juegos fueron disputados por selecciones amateur | De 1951 a 1987 los Juegos fueron disputados por selecciones amateur | De 1951 a 1987 los Juegos fueron disputados por selecciones amateur |
| Sao Paulo 1963        | De 1951 a 1987 los Juegos fueron disputados por selecciones amateur | De 1951 a 1987 los Juegos fueron disputados por selecciones amateur | De 1951 a 1987 los Juegos fueron disputados por selecciones amateur | De 1951 a 1987 los Juegos fueron disputados por selecciones amateur | De 1951 a 1987 los Juegos fueron disputados por selecciones amateur | De 1951 a 1987 los Juegos fueron disputados por selecciones amateur | De 1951 a 1987 los Juegos fueron disputados por selecciones amateur | De 1951 a 1987 los Juegos fueron disputados por selecciones amateur |
| Winnipeg 1967         | De 1951 a 1987 los Juegos fueron disputados por selecciones amateur | De 1951 a 1987 los Juegos fueron disputados por selecciones amateur | De 1951 a 1987 los Juegos fueron disputados por selecciones amateur | De 1951 a 1987 los Juegos fueron disputados por selecciones amateur | De 1951 a 1987 los Juegos fueron disputados por selecciones amateur | De 1951 a 1987 los Juegos fueron disputados por selecciones amateur | De 1951 a 1987 los Juegos fueron disputados por selecciones amateur | De 1951 a 1987 los Juegos fueron disputados por selecciones amateur |
| Cali 1971             | De 1951 a 1987 los Juegos fueron disputados por selecciones amateur | De 1951 a 1987 los Juegos fueron disputados por selecciones amateur | De 1951 a 1987 los Juegos fueron disputados por selecciones amateur | De 1951 a 1987 los Juegos fueron disputados por selecciones amateur | De 1951 a 1987 los Juegos fueron disputados por selecciones amateur | De 1951 a 1987 los Juegos fueron disputados por selecciones amateur | De 1951 a 1987 los Juegos fueron disputados por selecciones amateur | De 1951 a 1987 los Juegos fueron disputados por selecciones amateur |
| Ciudad de México 1975 | De 1951 a 1987 los Juegos fueron disputados por selecciones amateur | De 1951 a 1987 los Juegos fueron disputados por selecciones amateur | De 1951 a 1987 los Juegos fueron disputados por selecciones amateur | De 1951 a 1987 los Juegos fueron disputados por selecciones amateur | De 1951 a 1987 los Juegos fueron disputados por selecciones amateur | De 1951 a 1987 los Juegos fueron disputados por selecciones amateur | De 1951 a 1987 los Juegos fueron disputados por selecciones amateur | De 1951 a 1987 los Juegos fueron disputados por selecciones amateur |
| San Juan 1979         | De 1951 a 1987 los Juegos fueron disputados por selecciones amateur | De 1951 a 1987 los Juegos fueron disputados por selecciones amateur | De 1951 a 1987 los Juegos fueron disputados por selecciones amateur | De 1951 a 1987 los Juegos fueron disputados por selecciones amateur | De 1951 a 1987 los Juegos fueron disputados por selecciones amateur | De 1951 a 1987 los Juegos fueron disputados por selecciones amateur | De 1951 a 1987 los Juegos fueron disputados por selecciones amateur | De 1951 a 1987 los Juegos fueron disputados por selecciones amateur |
| Caracas 1983          | De 1951 a 1987 los Juegos fueron disputados por selecciones amateur | De 1951 a 1987 los Juegos fueron disputados por selecciones amateur | De 1951 a 1987 los Juegos fueron disputados por selecciones amateur | De 1951 a 1987 los Juegos fueron disputados por selecciones amateur | De 1951 a 1987 los Juegos fueron disputados por selecciones amateur | De 1951 a 1987 los Juegos fueron disputados por selecciones amateur | De 1951 a 1987 los Juegos fueron disputados por selecciones amateur | De 1951 a 1987 los Juegos fueron disputados por selecciones amateur |
| Indianápolis 1987     | De 1951 a 1987 los Juegos fueron disputados por selecciones amateur | De 1951 a 1987 los Juegos fueron disputados por selecciones amateur | De 1951 a 1987 los Juegos fueron disputados por selecciones amateur | De 1951 a 1987 los Juegos fueron disputados por selecciones amateur | De 1951 a 1987 los Juegos fueron disputados por selecciones amateur | De 1951 a 1987 los Juegos fueron disputados por selecciones amateur | De 1951 a 1987 los Juegos fueron disputados por selecciones amateur | De 1951 a 1987 los Juegos fueron disputados por selecciones amateur |
| La Habana 1991        | De 1991 a 2003 los Juegos fueron disputados por selecciones sub-23  | De 1991 a 2003 los Juegos fueron disputados por selecciones sub-23  | De 1991 a 2003 los Juegos fueron disputados por selecciones sub-23  | De 1991 a 2003 los Juegos fueron disputados por selecciones sub-23  | De 1991 a 2003 los Juegos fueron disputados por selecciones sub-23  | De 1991 a 2003 los Juegos fueron disputados por selecciones sub-23  | De 1991 a 2003 los Juegos fueron disputados por selecciones sub-23  | De 1991 a 2003 los Juegos fueron disputados por selecciones sub-23  |
| Mar del Plata 1995    | De 1991 a 2003 los Juegos fueron disputados por selecciones sub-23  | De 1991 a 2003 los Juegos fueron disputados por selecciones sub-23  | De 1991 a 2003 los Juegos fueron disputados por selecciones sub-23  | De 1991 a 2003 los Juegos fueron disputados por selecciones sub-23  | De 1991 a 2003 los Juegos fueron disputados por selecciones sub-23  | De 1991 a 2003 los Juegos fueron disputados por selecciones sub-23  | De 1991 a 2003 los Juegos fueron disputados por selecciones sub-23  | De 1991 a 2003 los Juegos fueron disputados por selecciones sub-23  |
| Winnipeg 1999         | De 1991 a 2003 los Juegos fueron disputados por selecciones sub-23  | De 1991 a 2003 los Juegos fueron disputados por selecciones sub-23  | De 1991 a 2003 los Juegos fueron disputados por selecciones sub-23  | De 1991 a 2003 los Juegos fueron disputados por selecciones sub-23  | De 1991 a 2003 los Juegos fueron disputados por selecciones sub-23  | De 1991 a 2003 los Juegos fueron disputados por selecciones sub-23  | De 1991 a 2003 los Juegos fueron disputados por selecciones sub-23  | De 1991 a 2003 los Juegos fueron disputados por selecciones sub-23  |
| Santo Domingo 2003    | De 1991 a 2003 los Juegos fueron disputados por selecciones sub-23  | De 1991 a 2003 los Juegos fueron disputados por selecciones sub-23  | De 1991 a 2003 los Juegos fueron disputados por selecciones sub-23  | De 1991 a 2003 los Juegos fueron disputados por selecciones sub-23  | De 1991 a 2003 los Juegos fueron disputados por selecciones sub-23  | De 1991 a 2003 los Juegos fueron disputados por selecciones sub-23  | De 1991 a 2003 los Juegos fueron disputados por selecciones sub-23  | De 1991 a 2003 los Juegos fueron disputados por selecciones sub-23  |
| Río de Janeiro 2007   | En 2007 los Juegos fueron disputados por selecciones sub-20         | En 2007 los Juegos fueron disputados por selecciones sub-20         | En 2007 los Juegos fueron disputados por selecciones sub-20         | En 2007 los Juegos fueron disputados por selecciones sub-20         | En 2007 los Juegos fueron disputados por selecciones sub-20         | En 2007 los Juegos fueron disputados por selecciones sub-20         | En 2007 los Juegos fueron disputados por selecciones sub-20         | En 2007 los Juegos fueron disputados por selecciones sub-20         |
| Guadalajara 2011      | Medalla de oro                                                      | 1.º                                                                 | 5                                                                   | 4                                                                   | 1                                                                   | 0                                                                   | 12                                                                  | 4                                                                   |
| Toronto 2015          | Medalla de plata                                                    | 2.º                                                                 | 5                                                                   | 3                                                                   | 1                                                                   | 1                                                                   | 8                                                                   | 5                                                                   |
| Lima 2019             | Medalla de bronce                                                   | 3.º                                                                 | 5                                                                   | 3                                                                   | 2                                                                   | 0                                                                   | 6                                                                   | 2                                                                   |
| Santiago 2023         | En 2023 los Juegos fueron disputados por selecciones sub-23         | En 2023 los Juegos fueron disputados por selecciones sub-23         | En 2023 los Juegos fueron disputados por selecciones sub-23         | En 2023 los Juegos fueron disputados por selecciones sub-23         | En 2023 los Juegos fueron disputados por selecciones sub-23         | En 2023 los Juegos fueron disputados por selecciones sub-23         | En 2023 los Juegos fueron disputados por selecciones sub-23         | En 2023 los Juegos fueron disputados por selecciones sub-23         |
| Lima 2027             |                                                                     |                                                                     |                                                                     |                                                                     |                                                                     |                                                                     |                                                                     |                                                                     |
| Total                 |                                                                     | -                                                                   | 15                                                                  | 10                                                                  | 4                                                                   | 1                                                                   | 26                                                                  | 11                                                                  |

### Juegos Centroamericanos y del Caribe
| Edición                         | Resultado                                                             | Posición                                                              | PJ                                                                    | PG                                                                    | PE                                                                    | PP                                                                    | GF                                                                    | GC                                                                    |
| ------------------------------- | --------------------------------------------------------------------- | --------------------------------------------------------------------- | --------------------------------------------------------------------- | --------------------------------------------------------------------- | --------------------------------------------------------------------- | --------------------------------------------------------------------- | --------------------------------------------------------------------- | --------------------------------------------------------------------- |
| México 1926                     | No se disputó torneo de fútbol                                        | No se disputó torneo de fútbol                                        | No se disputó torneo de fútbol                                        | No se disputó torneo de fútbol                                        | No se disputó torneo de fútbol                                        | No se disputó torneo de fútbol                                        | No se disputó torneo de fútbol                                        | No se disputó torneo de fútbol                                        |
| La Habana 1930                  | De 1930 a 1938 los Juegos fueron disputados por selecciones absolutas | De 1930 a 1938 los Juegos fueron disputados por selecciones absolutas | De 1930 a 1938 los Juegos fueron disputados por selecciones absolutas | De 1930 a 1938 los Juegos fueron disputados por selecciones absolutas | De 1930 a 1938 los Juegos fueron disputados por selecciones absolutas | De 1930 a 1938 los Juegos fueron disputados por selecciones absolutas | De 1930 a 1938 los Juegos fueron disputados por selecciones absolutas | De 1930 a 1938 los Juegos fueron disputados por selecciones absolutas |
| San Salvador 1935               | De 1930 a 1938 los Juegos fueron disputados por selecciones absolutas | De 1930 a 1938 los Juegos fueron disputados por selecciones absolutas | De 1930 a 1938 los Juegos fueron disputados por selecciones absolutas | De 1930 a 1938 los Juegos fueron disputados por selecciones absolutas | De 1930 a 1938 los Juegos fueron disputados por selecciones absolutas | De 1930 a 1938 los Juegos fueron disputados por selecciones absolutas | De 1930 a 1938 los Juegos fueron disputados por selecciones absolutas | De 1930 a 1938 los Juegos fueron disputados por selecciones absolutas |
| Panamá 1938                     | De 1930 a 1938 los Juegos fueron disputados por selecciones absolutas | De 1930 a 1938 los Juegos fueron disputados por selecciones absolutas | De 1930 a 1938 los Juegos fueron disputados por selecciones absolutas | De 1930 a 1938 los Juegos fueron disputados por selecciones absolutas | De 1930 a 1938 los Juegos fueron disputados por selecciones absolutas | De 1930 a 1938 los Juegos fueron disputados por selecciones absolutas | De 1930 a 1938 los Juegos fueron disputados por selecciones absolutas | De 1930 a 1938 los Juegos fueron disputados por selecciones absolutas |
| Barranquilla 1946               | De 1946 a 1986 los Juegos fueron disputados por selecciones amateur   | De 1946 a 1986 los Juegos fueron disputados por selecciones amateur   | De 1946 a 1986 los Juegos fueron disputados por selecciones amateur   | De 1946 a 1986 los Juegos fueron disputados por selecciones amateur   | De 1946 a 1986 los Juegos fueron disputados por selecciones amateur   | De 1946 a 1986 los Juegos fueron disputados por selecciones amateur   | De 1946 a 1986 los Juegos fueron disputados por selecciones amateur   | De 1946 a 1986 los Juegos fueron disputados por selecciones amateur   |
| Guatemala 1950                  | De 1946 a 1986 los Juegos fueron disputados por selecciones amateur   | De 1946 a 1986 los Juegos fueron disputados por selecciones amateur   | De 1946 a 1986 los Juegos fueron disputados por selecciones amateur   | De 1946 a 1986 los Juegos fueron disputados por selecciones amateur   | De 1946 a 1986 los Juegos fueron disputados por selecciones amateur   | De 1946 a 1986 los Juegos fueron disputados por selecciones amateur   | De 1946 a 1986 los Juegos fueron disputados por selecciones amateur   | De 1946 a 1986 los Juegos fueron disputados por selecciones amateur   |
| México 1954                     | De 1946 a 1986 los Juegos fueron disputados por selecciones amateur   | De 1946 a 1986 los Juegos fueron disputados por selecciones amateur   | De 1946 a 1986 los Juegos fueron disputados por selecciones amateur   | De 1946 a 1986 los Juegos fueron disputados por selecciones amateur   | De 1946 a 1986 los Juegos fueron disputados por selecciones amateur   | De 1946 a 1986 los Juegos fueron disputados por selecciones amateur   | De 1946 a 1986 los Juegos fueron disputados por selecciones amateur   | De 1946 a 1986 los Juegos fueron disputados por selecciones amateur   |
| Caracas 1959                    | De 1946 a 1986 los Juegos fueron disputados por selecciones amateur   | De 1946 a 1986 los Juegos fueron disputados por selecciones amateur   | De 1946 a 1986 los Juegos fueron disputados por selecciones amateur   | De 1946 a 1986 los Juegos fueron disputados por selecciones amateur   | De 1946 a 1986 los Juegos fueron disputados por selecciones amateur   | De 1946 a 1986 los Juegos fueron disputados por selecciones amateur   | De 1946 a 1986 los Juegos fueron disputados por selecciones amateur   | De 1946 a 1986 los Juegos fueron disputados por selecciones amateur   |
| Kingston 1962                   | De 1946 a 1986 los Juegos fueron disputados por selecciones amateur   | De 1946 a 1986 los Juegos fueron disputados por selecciones amateur   | De 1946 a 1986 los Juegos fueron disputados por selecciones amateur   | De 1946 a 1986 los Juegos fueron disputados por selecciones amateur   | De 1946 a 1986 los Juegos fueron disputados por selecciones amateur   | De 1946 a 1986 los Juegos fueron disputados por selecciones amateur   | De 1946 a 1986 los Juegos fueron disputados por selecciones amateur   | De 1946 a 1986 los Juegos fueron disputados por selecciones amateur   |
| San Juan 1966                   | De 1946 a 1986 los Juegos fueron disputados por selecciones amateur   | De 1946 a 1986 los Juegos fueron disputados por selecciones amateur   | De 1946 a 1986 los Juegos fueron disputados por selecciones amateur   | De 1946 a 1986 los Juegos fueron disputados por selecciones amateur   | De 1946 a 1986 los Juegos fueron disputados por selecciones amateur   | De 1946 a 1986 los Juegos fueron disputados por selecciones amateur   | De 1946 a 1986 los Juegos fueron disputados por selecciones amateur   | De 1946 a 1986 los Juegos fueron disputados por selecciones amateur   |
| Panamá 1970                     | De 1946 a 1986 los Juegos fueron disputados por selecciones amateur   | De 1946 a 1986 los Juegos fueron disputados por selecciones amateur   | De 1946 a 1986 los Juegos fueron disputados por selecciones amateur   | De 1946 a 1986 los Juegos fueron disputados por selecciones amateur   | De 1946 a 1986 los Juegos fueron disputados por selecciones amateur   | De 1946 a 1986 los Juegos fueron disputados por selecciones amateur   | De 1946 a 1986 los Juegos fueron disputados por selecciones amateur   | De 1946 a 1986 los Juegos fueron disputados por selecciones amateur   |
| Santo Domingo 1974              | De 1946 a 1986 los Juegos fueron disputados por selecciones amateur   | De 1946 a 1986 los Juegos fueron disputados por selecciones amateur   | De 1946 a 1986 los Juegos fueron disputados por selecciones amateur   | De 1946 a 1986 los Juegos fueron disputados por selecciones amateur   | De 1946 a 1986 los Juegos fueron disputados por selecciones amateur   | De 1946 a 1986 los Juegos fueron disputados por selecciones amateur   | De 1946 a 1986 los Juegos fueron disputados por selecciones amateur   | De 1946 a 1986 los Juegos fueron disputados por selecciones amateur   |
| Medellín 1978                   | De 1946 a 1986 los Juegos fueron disputados por selecciones amateur   | De 1946 a 1986 los Juegos fueron disputados por selecciones amateur   | De 1946 a 1986 los Juegos fueron disputados por selecciones amateur   | De 1946 a 1986 los Juegos fueron disputados por selecciones amateur   | De 1946 a 1986 los Juegos fueron disputados por selecciones amateur   | De 1946 a 1986 los Juegos fueron disputados por selecciones amateur   | De 1946 a 1986 los Juegos fueron disputados por selecciones amateur   | De 1946 a 1986 los Juegos fueron disputados por selecciones amateur   |
| La Habana 1982                  | De 1946 a 1986 los Juegos fueron disputados por selecciones amateur   | De 1946 a 1986 los Juegos fueron disputados por selecciones amateur   | De 1946 a 1986 los Juegos fueron disputados por selecciones amateur   | De 1946 a 1986 los Juegos fueron disputados por selecciones amateur   | De 1946 a 1986 los Juegos fueron disputados por selecciones amateur   | De 1946 a 1986 los Juegos fueron disputados por selecciones amateur   | De 1946 a 1986 los Juegos fueron disputados por selecciones amateur   | De 1946 a 1986 los Juegos fueron disputados por selecciones amateur   |
| Santiago de los Caballeros 1986 | De 1946 a 1986 los Juegos fueron disputados por selecciones amateur   | De 1946 a 1986 los Juegos fueron disputados por selecciones amateur   | De 1946 a 1986 los Juegos fueron disputados por selecciones amateur   | De 1946 a 1986 los Juegos fueron disputados por selecciones amateur   | De 1946 a 1986 los Juegos fueron disputados por selecciones amateur   | De 1946 a 1986 los Juegos fueron disputados por selecciones amateur   | De 1946 a 1986 los Juegos fueron disputados por selecciones amateur   | De 1946 a 1986 los Juegos fueron disputados por selecciones amateur   |
| México 1990                     | En 1990 los Juegos fueron disputados por selecciones sub-23           | En 1990 los Juegos fueron disputados por selecciones sub-23           | En 1990 los Juegos fueron disputados por selecciones sub-23           | En 1990 los Juegos fueron disputados por selecciones sub-23           | En 1990 los Juegos fueron disputados por selecciones sub-23           | En 1990 los Juegos fueron disputados por selecciones sub-23           | En 1990 los Juegos fueron disputados por selecciones sub-23           | En 1990 los Juegos fueron disputados por selecciones sub-23           |
| Ponce 1993                      | En 1993 y 1998 los Juegos fueron disputados por selecciones sub-20    | En 1993 y 1998 los Juegos fueron disputados por selecciones sub-20    | En 1993 y 1998 los Juegos fueron disputados por selecciones sub-20    | En 1993 y 1998 los Juegos fueron disputados por selecciones sub-20    | En 1993 y 1998 los Juegos fueron disputados por selecciones sub-20    | En 1993 y 1998 los Juegos fueron disputados por selecciones sub-20    | En 1993 y 1998 los Juegos fueron disputados por selecciones sub-20    | En 1993 y 1998 los Juegos fueron disputados por selecciones sub-20    |
| Maracaibo 1998                  | En 1993 y 1998 los Juegos fueron disputados por selecciones sub-20    | En 1993 y 1998 los Juegos fueron disputados por selecciones sub-20    | En 1993 y 1998 los Juegos fueron disputados por selecciones sub-20    | En 1993 y 1998 los Juegos fueron disputados por selecciones sub-20    | En 1993 y 1998 los Juegos fueron disputados por selecciones sub-20    | En 1993 y 1998 los Juegos fueron disputados por selecciones sub-20    | En 1993 y 1998 los Juegos fueron disputados por selecciones sub-20    | En 1993 y 1998 los Juegos fueron disputados por selecciones sub-20    |
| San Salvador 2002               | Entre 2002 y 2006 los Juegos fueron disputados por selecciones sub-21 | Entre 2002 y 2006 los Juegos fueron disputados por selecciones sub-21 | Entre 2002 y 2006 los Juegos fueron disputados por selecciones sub-21 | Entre 2002 y 2006 los Juegos fueron disputados por selecciones sub-21 | Entre 2002 y 2006 los Juegos fueron disputados por selecciones sub-21 | Entre 2002 y 2006 los Juegos fueron disputados por selecciones sub-21 | Entre 2002 y 2006 los Juegos fueron disputados por selecciones sub-21 | Entre 2002 y 2006 los Juegos fueron disputados por selecciones sub-21 |
| Cartagena 2006                  | Entre 2002 y 2006 los Juegos fueron disputados por selecciones sub-21 | Entre 2002 y 2006 los Juegos fueron disputados por selecciones sub-21 | Entre 2002 y 2006 los Juegos fueron disputados por selecciones sub-21 | Entre 2002 y 2006 los Juegos fueron disputados por selecciones sub-21 | Entre 2002 y 2006 los Juegos fueron disputados por selecciones sub-21 | Entre 2002 y 2006 los Juegos fueron disputados por selecciones sub-21 | Entre 2002 y 2006 los Juegos fueron disputados por selecciones sub-21 | Entre 2002 y 2006 los Juegos fueron disputados por selecciones sub-21 |
| Mayagüez 2010                   | La Selección de México no participó                                   | La Selección de México no participó                                   | La Selección de México no participó                                   | La Selección de México no participó                                   | La Selección de México no participó                                   | La Selección de México no participó                                   | La Selección de México no participó                                   | La Selección de México no participó                                   |
| Veracruz 2014                   | Entre 2014 y 2018 los Juegos fueron disputados por selecciones sub-21 | Entre 2014 y 2018 los Juegos fueron disputados por selecciones sub-21 | Entre 2014 y 2018 los Juegos fueron disputados por selecciones sub-21 | Entre 2014 y 2018 los Juegos fueron disputados por selecciones sub-21 | Entre 2014 y 2018 los Juegos fueron disputados por selecciones sub-21 | Entre 2014 y 2018 los Juegos fueron disputados por selecciones sub-21 | Entre 2014 y 2018 los Juegos fueron disputados por selecciones sub-21 | Entre 2014 y 2018 los Juegos fueron disputados por selecciones sub-21 |
| Barranquilla 2018               | Entre 2014 y 2018 los Juegos fueron disputados por selecciones sub-21 | Entre 2014 y 2018 los Juegos fueron disputados por selecciones sub-21 | Entre 2014 y 2018 los Juegos fueron disputados por selecciones sub-21 | Entre 2014 y 2018 los Juegos fueron disputados por selecciones sub-21 | Entre 2014 y 2018 los Juegos fueron disputados por selecciones sub-21 | Entre 2014 y 2018 los Juegos fueron disputados por selecciones sub-21 | Entre 2014 y 2018 los Juegos fueron disputados por selecciones sub-21 | Entre 2014 y 2018 los Juegos fueron disputados por selecciones sub-21 |
| San Salvador 2023               | Medalla de oro                                                        | 1.º                                                                   | 4                                                                     | 3                                                                     | 1                                                                     | 0                                                                     | 8                                                                     | 2                                                                     |
| Total                           |                                                                       | -                                                                     | 4                                                                     | 3                                                                     | 1                                                                     | 0                                                                     | 8                                                                     | 2                                                                     |

## Jugadores

### Última convocatoria
- Convocatoria para los Juegos Panamericanos 2015[8]

- Daniel Hernández fue sustituido por Michael Pérez por lesión.[9]

## Palmarés
- Juegos Panamericanos
  - Campeón (1): 2011.
  - Subcampeón (1): 2015.
  - Tercer lugar (1): 2019.